# Обособени части в изречението
Обособени части са второстепенни части на изречението, които имат относителна смислова самостоятелност и са отделени интонационно и пунктуационно.

## Обособяване
Обособените части често се въвеждат с причастие, обръщане на словореда или преместване на определителния член.
Пример: Изплашено, кучето се скри под леглото. Обособената част тук е изплашено. Тя изпълнява службата на обстоятелствено пояснение.
Обособяват се само второстепенните части (допълнение, обстоятелствено пояснение, определение, приложение и сказуемно определение).
Допълненията се обособяват рядко, и то само непреките допълнения. Пример (от Йордан Йовков):
 Нищо друго не виждаха, освен някоя подплашена сърна.[източник? (Поискан преди 2 дни)]
Определенията на местоименията задължително се обособяват:
Те, уморени и ядосани, едвам вървяха.
Задпоставените съгласувани определения се обособяват:
Скрих се зад дърветата, свежи и разлистени.
Могат да се обособяват приложения:
Георгиев, новият учител, влезе в стаята.
Приложенията на местоименията задължително се обособяват:
Той, приятелят от детинство, не ми повярва.
Когато едно обстоятелствено пояснение уточнява друго, второто обстоятелствено пояснение се обособява:
Там, в отдалечената къща, той намира покой и хармония.

## Правопис
Обособените части винаги се отделят със запетая, тире или скоби.